# Élise Desaulniers
Élise Desaulniers, née à Joliette (Québec, Canada), est une écrivaine, journaliste et militante végane, du bien-être animal et des droits des animaux. Elle a été directrice générale de la Société pour la prévention de la cruauté envers les animaux (SPCA) de Montréal.

## Biographie
Élise Desaulniers naît à Joliette au Québec et étudie les sciences politiques à l'Université du Québec à Montréal.
En 2017, elle devient la directrice générale de la Société pour la prévention de la cruauté envers les animaux (SPCA) de Montréal, poste qu'elle occupera jusqu'en août 2022,.
Elle est candidate aux élections législatives françaises de 2017 avec Renan Larue pour représenter le Parti animaliste dans la circonscription des Français établis en Amérique du Nord,. Elle obtient vingt-six voix, soit 0,07 % des suffrages exprimés.
Ses publications ont été controversées au Québec où l'industrie laitière est importante,,,.
En 2022, elle donne un rein de façon anonyme (c'est-à-dire sans entrer en contact avec le receveur) par altruisme. Selon elle, accoucher est une plus grosse épreuve physique que de donner un rein,. Pendant une convalescence se déroulant sans problème, elle publie un texte pour expliquer la réflexion qui l'a mené à prendre cette décision, son expérience du don et un portrait des pratiques entourant le don d'organes au Canada et ailleurs,.

## Prix
Elle reçoit le Grand Prix du journalisme indépendant au Canada en 2015.
En 2020, elle gagne le prix Or décerné par les Taste Awards pour son livre Tables Véganes, co-écrit avec Patricia Martin.

### Note
1. ↑  « Élise Desaulniers, la végétalienne optimiste », sur ici.radio-canada.ca (consulté le 26 février 2024)
2. ↑  « La SPCA de Montréal annonce un départ et une arrivée à la direction de l’organisme », sur www.spca.com (consulté le 26 février 2023)
3. ↑  Candidats du Parti animaliste pour les élections législatives 2017.
4. ↑  « Législative : Une Franco-Canadienne pour le Parti animaliste en Amérique du Nord », sur French Morning, 27 mai 2017 (consulté le 24 juillet 2018).
5. ↑  « Résultats des élections législatives 2017 », sur Ministère de l'Intérieur, juin 2017 (consulté le 24 juillet 2018).
6. ↑  Louis Cornellier, « Tempête dans un verre de lait », sur Le Devoir, 15 juin 2013 (consulté le 26 février 2024)
7. ↑  Voir sur labibleurbaine.com.
8. ↑  Voir sur radio-canada.ca.
9. ↑  Florence Meney, « Le lait: une vache sacrée ? », sur Le Journal de Montréal, 4 mai 2013 (consulté le 26 février 2024)
10. ↑  « Un don de rein, un joli rien », sur La Presse, 25 avril 2022 (consulté le 25 juin 2022)
11. ↑  (en) Sharon Yonan-Renold, « Montreal woman offers lifesaving gift to a stranger: Her kidney », cbc.ca,‎ 1er mai 2022 (lire en ligne)
12. ↑  « Solidarité organique: j’ai donné mon rein à un·e inconnu·e | Nouveau Projet », sur Atelier 10 (consulté le 25 juin 2022)
13. ↑  « Elle donne un rein à un inconnu », sur TVA Nouvelles (consulté le 25 juin 2022)
14. ↑  « Élise Desaulniers - Association des Journalistes Indépendants du Québec », sur Association des Journalistes Indépendant… (consulté le 15 novembre 2023).
15. ↑  (en-US) « 2020 Taste Canada Award Winners », sur Taste Canada, 26 octobre 2020 (consulté le 25 juin 2022)
16. ↑  Je mange avec ma tête : Les conséquences de nos choix alimentaires, Éditions Stanké, Québec.
17. ↑  Vache à lait: Dix mythes de l'industrie laitière, Éditions Stanké, Québec.
18. ↑  Cash Cow, Lantern Books, New York.